# بلير كامين
بلير كامين كان ناقداً للعمارة في صحيفة شيكاغو تريبيون، لمدة 28 عامًا من عام 1992 إلى عام 2021. كان كامين قد شغل وظائف أخرى في الصحيفة وعمل سابقًا في صحيفة دي موين ريجستر، كما يشغل منصب المحرر المساهم في مجلة أركيتكتشرال ريكوردوفاز بجائزة بوليتزر للنقد في عام 1999 عن مجموعة من الأعمال المميزة التي تسلط الضوء على سلسلة من المقالات حول مشاكل ووعود أعظم المساحات العامة في شيكاغو وهي الواجهة البحرية. حصل على العديدمن التكريمات الأخرى ونشر كتبًا وألقى محاضرات على نطاق واسع وعمل كناقد زائر في مدارس العمارة بما في ذلك كلية التصميم العمراني بجامعة هارفارد.
ولد بلير كامين في ريد بانك في نيو جيرسي، تخرج من كلية أمهيرست حيث حصل على درجة البكالوريوس في الآداب مع تكريم في عام 1979 ومن كلية العمارة في جامعة ييل بدرجة الماجستير في التصميم البيئي في عام 1984. في عام 1999 كان زميلاً زائرًا في معهد فرانكي للعلوم الإنسانية في جامعة شيكاغو،في الفترة من  2012 إلى 2013 كان زميلاً في مؤسسة نيمان للصحافة في جامعة هارفارد. يحمل درجات فخرية من جامعة مونماوث و كلية نورث سنترالفي نورث سنترال وكان محاضراً مساعداً في كليات الآداب
قبل أن يكون ناقدًا للعمارة في صحيفة شيكاغو تريبيون فقد عمل كامين كمراسل ثقافي وضواحي للصحيفة من عام 1987 حتى عام 1992 وكان مراسلاً وكاتباً عن العمارة في صحيفة دي موين ريجستر من عام 1984 حتى عام 1987، عمل في وقت سابق كموظف مكتب في شركة تصميم داخلي وعمارة في سان فرانسيسكو. شارك في محاضرات في منتديات مثل المؤتمر الوطني لمعهد المهندسين المعماريين الأمريكي والاجتماع السنوي لمؤسسة فرانك لويد رايت للحفاظ على المباني
و مهرجان رافينيا ومسرح ستيبن وولف  ناقش العمارة في برامج متنوعة من برنامج "نايتلاين" التابع لشبكة ABC وقناة التاريخ والإذاعة الوطنية العامة إلى برنامج "شيكاغو تونايت" على قناة WTTW-Ch. 11، ظهر في عام 2014 لفترة قصيرة في برنامج "ذا ديلي شو" عندما سخر المضيف السابق للبرنامج جون ستيوارت من لافتة كبيرة ومثيرة للجدل وضعها مطور العقارات دونالد ترامب على ناطحة سحابه في شيكاغو.
نشرت دار النشر في جامعة شيكاغو ثلاث مجموعات من مقالات كامين في صحيفة شيكاغو تريبيون: "لماذا تهم العمارة: دروس من شيكاغو" (2001)؛ "الإرهاب والدهشة: العمارة في عصر مضطرب" (2010)؛ و"من أجل من تكون المدينة؟ العمارة والعدالة والمجال العام في شيكاغو" (2022). كتب كامين أيضًا التعليقات عن "برج تريبيون: علامة أمريكية" وهو دليل على ناطحة سحاب الصحيفة بنمط الغوتيك الحديث نُشر في عام 2000. شارك خلال فترة زمالته في نيمان في تأليف وتحرير كتاب إلكتروني بعنوان "بوابات ساحة هارفارد: القصة الكاملة بالكلمات والصور لبوابات جامعة عظيمة". تم نشر الكتاب الإلكتروني بواسطة مؤسسة نيمان، في عام 2016 نشرت دار النشر المعمارية برينستون نسخة بروشور من الكتاب بعنوان "بوابات ساحة هارفارد"، كما نشرت دار النشر المعمارية برينستون في عام 2020 كتابًا آخر لكامين بعنوان "جامعة أمهيرست: دليل الحرم الجامعي"، الذي يقدم ستة جولات سير على مساحة 1000 فدان من الحرم الجامعي في نيو إنغلاند.
يستشهد كامين بأن بول جاب وبول جولدبرغر ولويز واغنر غرين وأدا لويز هاكستابل وفينسنت سكولي وألان تيمكو وجويل أبتون هم من تأثروا به. زوجة كامين هي الكاتبة والصحفية السابقة في صحيفة تريبيون باربرا ماهاني ولديهما ابنان وهم تيد وويل.
تم نشر سلسلة كاملة مكونة من ستة أجزاء بعنوان "إعادة ابتكار الواجهة البحرية" في عام 1998 التي ألقت الضوء على العديد من المشاكل على طول شاطئ المدينة مثل الفارق بين حدائق الواجهة البحرية المحاطة بمناطق الطبقة الغنية من البيض في الجانب الشمالي من شيكاغو وتلك المحاذية لأحياء السود الفقيرة في الجانب الجنوبي للمدينة، عقب نشر هذه المقالات المعمقة فقد أذن عمدة ريتشارد إم. دالي وهيئة حدائق شيكاغو بإعداد خطط شاملة لأربعة من حدائق الواجهة البحرية السبع في شيكاغو وهي منطقة تمتد على مساحة تقرب من 2000 فدان وأكثر من 10 أميال من الشاطئ، بالإضافة إلى ذلك فقد قامت المدينة بتعديل خطتها لموقع سابق لشركة يو. إس. ستيل على الواجهة البحرية الجنوبية البعيدة مما أدى إلى زيادة المساحة المتأثرة بالسلسلة إلى ما يقرب من 2500 فدان و12 ميلاً من الشاطئ.
دخل كامين بجائزة بوليتزر في فئة النقد في عام 1999 واحتوى دخوله على أربعة أجزاء من سلسلة الواجهة البحرية المكونة من ستة أجزاء، بالإضافة إلى ستة أعمال نقدية أخرى تتناول مواضيع متنوعة تتراوح من تجديد فندق نورث ميشيغان أفنيو إلى إضافة مرصد أدلر في شيكاغو. بعد جولة الحكم الأولى من جولتي جائزة بوليتزر المكونة من جولتين، تم نقل دخوله من فئة النقد إلى فئة تغطية الشؤون. وصفت صحيفة شيكاغو الاميركية ريدر الحالة بأنها حالة "كل لجنة تحكيم قرأت قصصه وتمنت أن يقوم شخص آخر بتحكيمها". وصف أحد أعضاء لجنة التحكيم للنقد الوضع بأنه "يبدو أنه يقوم ببعض البحث وبعض الدعاية التحريرية، بعض أعضاء اللجنة لم يكونوا على دراية تامة بكيفية التعامل معها، لذا قمنا بعمل جبان و أرسلناها إلى لجنة أخرى"  ولكن مجلس جائزة بوليتزر الذي يحمل السلطة النهائية عكس القرار وأعاد دترتيب دخول كامين في فئة النقد وأشادت شهادة جائزة بوليتزر لكامين بـ "تغطيته الواضحة لعمارة المدينة بما في ذلك سلسلة مؤثرة تدعم تطوير منطقة الواجهة البحرية في شيكاغو".
يعتبر كامين حاصلاً على 45 جائزة ومن بين الشرفات الأخرى التي حصل عليها جائزة جورج بولك للنقد في عام 1996و جائزة الجمعية الأمريكية للمهندسين المعماريين للإنجاز التعاوني في عام 1999 وجائزة الاقتباس الرئاسية من الجمعية الأمريكية للمهندسين المعماريين التي منحت له في عام 2004. في عام 2013 قامت جمعية المؤرخين المعماريين بتكريمه بجائزة التميز في النقد المعماري، من عام 1993 إلى عام 2019 فاز أو شارك في الفوز بجائزة بيتر ليساغور للصحافة المثالية في 16 مناسبة في نادي العناوين في شيكاغو. كما كان كامين جزءًا من الفريق التعاوني الفائز بجائزة المجلة الوطنية للتميز العام لمجلة الهندسة المعمارية في عام 2003. عمل مرتين كعضو في لجنة جائزة بوليتزر.في عام 2023، تم تعيينه في لجنة اختيار فريق التصميم لنصب الصحفيين المتوفين في واشنطن العاصمة.
كامين، بلير (2003-06-15). لماذا تهم العمارة: دروس من شيكاغو. دار النشر في جامعة شيكاغو. ردمت 2010-07-16. رعب وعجب: العمارة في عصر مضطرب (دار النشر في جامعة شيكاغو، 2010) ISBN 978-0-226-42311-1.
1. 1 2   https://www.amherst.edu/alumni/learn/bookclub/pastfeatures/2011-features/terrorandwonder/bio. {{استشهاد ويب}}: |url= بحاجة لعنوان (مساعدة) والوسيط |title= غير موجود أو فارغ (من ويكي بيانات) (مساعدة)
2. ↑   https://www.chicagotribune.com/columns/blair-kamin/. {{استشهاد ويب}}: |url= بحاجة لعنوان (مساعدة) والوسيط |title= غير موجود أو فارغ (من ويكي بيانات) (مساعدة)
3. ↑  "بلير كامين" (بالإنجليزية). شيكاغو تريبيون. 13 Jan 2021.
4. 1 2 3 4 5 6 7 8  "شيكاغو تريبيون". ويكيبيديا (بالإنجليزية). 16 Sep 2023.
5. ↑  ""مقالة: يكتب بلير كامين، ناقد الهندسة المعمارية في شيكاغو تريبيون، عن 28 عامًا من استعراض عجائب وأخطاء شيكاغو، ولماذا يجب أن تستمر هذه التغطية"". شيكاغو تريبيون. 13 يناير 2021. مؤرشف من الأصل في 2022-11-17. اطلع عليه بتاريخ 2023-09-18.
6. ↑  "بلير كامين". شيكاغو تريبيون. 13 يناير 2021. مؤرشف من الأصل في 2023-05-26. اطلع عليه بتاريخ 2023-09-20.
7. 1 2  "حول بلير كامين". شيكاغو تريبيون. 28 أغسطس 2013. مؤرشف من الأصل في 2023-09-25. اطلع عليه بتاريخ 2023-09-18.
8. ↑  ماينر, مايكل (22 Apr 1999). ""بوليتزر المتجول"". شيكاغو ريدر (بالإنجليزية الأمريكية). Archived from the original on 2023-09-25. Retrieved 2023-09-20.
9. ↑  ""انفق اقل ابتسم اكثر"". www.amazon.com (بالإنجليزية الأمريكية). Archived from the original on 2023-09-26. Retrieved 2023-09-18.
10. ↑  "شيكاغو تريبيون". ويكيبيديا (بالإنجليزية). 16 Sep 2023.
11. ↑  ماينر, مايكل (22 Apr 1999). "" بوليتزر المتجول"". شيكاغو ريدر (بالإنجليزية الأمريكية). Archived from the original on 2023-09-25. Retrieved 2023-09-20.
12. ↑  ""واشنطن بوست"". www.washingtonpost.com. مؤرشف من الأصل في 2023-09-25. اطلع عليه بتاريخ 2023-09-18.
13. 1 2  ماينر, مايكل (22 Apr 1999). "بوليتزر المتجول". شيكاغو ريدر (بالإنجليزية الأمريكية). Archived from the original on 2023-09-25. Retrieved 2023-09-18.
14. ↑  "حول بلير كامين". شيكاغو تريبيون. 28 أغسطس 2013. مؤرشف من الأصل في 2023-09-25. اطلع عليه بتاريخ 2023-09-20.